# Coupe d'Angleterre de football 1887-1888
Navigation
Coupe d'Angleterre 1886-1887 Coupe d'Angleterre 1888-1889
La Coupe d'Angleterre 1887-1888 est la 17e édition de la FA Cup. Elle est remportée par West Bromwich Albion.

## Cinquième tour
Ces matches se déroulent le 31 décembre 1887 et le 7 janvier 1888.
- Darwen 0 – 3 Blackburn Rovers
- Nottingham Forest 2 – 4 The Wednesday
- Aston Villa 1 – 3 Preston North End
- Old Carthusians 2 – 0 Bootle
- Crewe Alexandra 1 – 0 Derby County
- Middlesbrough 4 – 0 Old Foresters
- West Bromwich Albion 4 – 1 Stoke
- Chirk 0 – 1 Derby Junction

## Sixième tour
Ces matches se déroulent les 28 et 30 janvier 1888.
- The Wednesday 1 – 3 Preston North End
- Middlesbrough 0 – 2 Crewe Alexandra
- West Bromwich Albion 4 – 2 Old Carthusians
- Derby Junction 2 – 1 Blackburn Rovers

## Demi-finales
Les deux matches se déroulent le 18 février 1888.
- Preston North End 4 – 0 Crewe Alexandra
- West Bromwich Albion 3 – 0 Derby Junction

## Finale
| Titulaires : |  |
| |  |
| 1. Bob Roberts 2. Albert Aldridge 3. Harry Green 4. Ezra Horton 5. Charlie Perry 6. George Timmins 7. George Woodhall 8. Billy Bassett 9. Jem Bayliss 10. Joe Wilson 11. Tom Pearson |  |

| Titulaires : |  |
| |  |
| 1. RH Mills-Roberts 2. Bob Howarth 3. Nick Ross 4. Bob Holmes 5. David Russell 6. Johnny Graham 7. Jack Gordon 8. Jimmy Ross 9. John Goodall 10. Fred Dewhurst 11. George Drummond |  |

| Titulaires : |  |
| |  |
| 1. Bob Roberts 2. Albert Aldridge 3. Harry Green 4. Ezra Horton 5. Charlie Perry 6. George Timmins 7. George Woodhall 8. Billy Bassett 9. Jem Bayliss 10. Joe Wilson 11. Tom Pearson |  |

| Titulaires : |  |
| |  |
| 1. RH Mills-Roberts 2. Bob Howarth 3. Nick Ross 4. Bob Holmes 5. David Russell 6. Johnny Graham 7. Jack Gordon 8. Jimmy Ross 9. John Goodall 10. Fred Dewhurst 11. George Drummond |  |